# Prosobonia
Prosobonia (лат.) — род птиц из семейства бекасовых,  представители рода распространены на отдаленных Тихоокеанских островах Французской Полинезии. Сейчас в природе сохранился только один вид, южный улит, но он редок и мало изучен. Эту птицу иногда выделяют в род Aechmorhynchus, ограничивая род Prosobonia только вымершими южными формами.

## Таксономия
Род Prosobonia был описан в 1850 году французским натуралистом Шарлем Люсьеном Бонапартом с таитянским песочником в качестве типового вида. Шарль Бонапарт не объяснил этимологию названия рода, но оно, вероятно, происходит от древнегреческого prosōpon, означающего «маска» или «лицо».
Международный союз орнитологов относит к этому роду четыре вида. Из них три вымерли в историческое время.
- Южный улит (Prosobonia  parvirostris)[5]
- † Prosobonia ellisi
- † Prosobonia cancellata
- † Таитянский песочник (Prosobonia leucoptera)

Еще один вид был описан по субфоссильным остаткам в 2020 году.
- † Prosobonia sauli

Неопределенные останки или ещё не описанные виды также известны с Маркизских островов и Острова Кука.

## Описание
Южный улит (P. parvirostris) — уникальный коричневатый кулик с коротким клювом, ранее встречавшийся на большой территории Тихого океана, но теперь ограниченный несколькими островами архипелага Туамоту и численность которого продолжает сокращаться. Снижение численности, по-видимому, связано с вторжением человека и завозом млекопитающих. Южный улит питается насекомыми, но употребляет и немного растительного материала из прибрежных мест. Он гнездится на земле и издает тихий голос.
Вымерший таитянский песочник, P. leucoptera с острова Таити по размерам и пропорциям был похож на «P. отменено». У него была коричневатая спина, красноватое брюшко, белая полоса на крыльях и немного белого цвета на лицевой части и горле. Он вымер в XIX веке, и научных сведений об этом виде крайне мало.
На острове Муреа обитала похожая на P. leucoptera птица, которая лишь в некоторых незначительных деталях от неё отличалась. Основным её отличием были более широкие белые поля на крыльях. Эта форма была описана как  Prosobonia ellisi. Однако, хотя обычно перечисляются два вида, вопрос, действительно ли они составляли отдельные виды, вероятно, неразрешим, поскольку сегодня существует только один экземпляр, не считая некоторых изображений того времени.
С острова Мангаиа, относящегося к островам Кука, c Уа-Хука на Маркизских островах и c остров Хендерсон в отдаленной южной части Тихого океана, относимого к архипелагу Питкэрн известны субфоссильные останки куликов рода Prosobonia, но они еще не определены и не названы. Первый из них почти наверняка был более тесно связан с популяциями Таити и Муреа, чем южным улитом с  Туамоту, но точная природа их родства вряд ли будет выяснена в ближайшее время. Он исчез в начале-середине I тысячелетия нашей эры, вероятно, вскоре после 300 года нашей эры.
Можно предположить, что формы c Уа-Хука и c Хендерсон были ближе к ныне живущим видам. Последний представляет собой отдельный вид с длинными ногами и короткими крыльями. вымерли лишь примерно через 1000 лет после формы c острова Мангаиа, где-то после 1200 года.
В 2020 году новый вымерший вид Prosobonia sauli был описан по экземплярам, найденным на остров Хендерсон, входящего в архипелаг Питкэрн.
Генетический анализ показал, что род Prosobonia — сестринская клада, по отношению к камнешаркам Arenaria и песочникам Calidris.